# Villeneuve-Durfort
Pour les articles homonymes, voir Durfort.

## Histoire
La commune de Villeneuve-Durfort depuis la Révolution, qui prend le nom de Durfort par arrêté du 27 juin 1817 jusqu’à l’ordonnance du 8 février 1832 où elle reprend le nom de Villeneuve-Durfort).
Elle est dissoute par la loi du 5 avril 1929. Sur son territoire ont été créées deux nouvelles communes :
- Durfort
- Villeneuve-du-Latou

## Administration
| Période                                  | Période | Identité | Étiquette | Qualité |
| ---------------------------------------- | ------- | -------- | --------- | ------- |
| Les données manquantes sont à compléter. |         |          |           |         |
|                                          |         |          |           |         |

## Démographie
| 1793 | 1800 | 1806 | 1821 | 1831 | 1836 | 1841 | 1846 | 1851 |
| ---- | ---- | ---- | ---- | ---- | ---- | ---- | ---- | ---- |
| 499  | 453  | 633  | 617  | 976  | 707  | 709  | 712  | 764  |

| 1856 | 1861 | 1866 | 1872 | 1876 | 1881 | 1886 | 1891 | 1896 |
| ---- | ---- | ---- | ---- | ---- | ---- | ---- | ---- | ---- |
| 739  | 734  | 789  | 760  | 779  | 671  | 672  | 671  | 661  |

| 1901 | 1906 | 1911 | 1921 | 1926 | - | - | - | - |
| ---- | ---- | ---- | ---- | ---- | - | - | - | - |
| 619  | 602  | 571  | 509  | 537  | - | - | - | - |

Histogramme

(élaboration graphique par Wikipédia)